# Кулясов, Юрий Анатольевич
Юрий Анатольевич Кулясов (род. 1967, Новосибирск) — российский тренер по боксу. Тренер ДЮСШ № 5 города Новосибирска и спортивного клуба «Ленинский», тренер сборных команд Новосибирской области и России, личный тренер известных российских боксёров Максима и Сергея Игнатьевых. Заслуженный тренер России (1997).

## Биография
Юрий Кулясов родился в 1967 году в Новосибирске.
В течение многих лет работал тренером по боксу в новосибирской Детско-юношеской спортивной школе № 5, созданной на базе Профессионального училища № 50. Старший тренер новосибирского спортивного клуба «Ленинский». Входил в тренерский состав сборной Новосибирской области и национальной сборной команды России по боксу. Тренер высшей квалификационной категории (2010), общий тренерский стаж — более 30 лет.
За долгие годы тренерской работы Кулясов подготовил ряд титулованных боксёров, добившихся успеха как на всероссийском, так и на международном уровне. В числе наиболее известных его воспитанников — мастера спорта международного класса братья Максим и Сергей Игнатьевы. Максим Игнатьев является чемпионом мира и Европы среди юниоров, двукратный чемпион России, участник чемпионата мира в Милане. Сергей Игнатьев — двукратный чемпион России, серебряный призёр Кубка мира, победитель и призёр нескольких турниров международного значения. Также его воспитанниками были такие боксёры как Павел Шелковников, Вадим Ивлев, Тахир Юнусов и др. За выдающиеся достижения на тренерском поприще в 1997 году Юрию Кулясову было присвоено почётное звание «Заслуженный тренер России».
Имеет высшее образование, в 1997 году окончил Новосибирский государственный педагогический университет. Впоследствии работал преподавателем в НГПУ, доцент, находился на должности главного тренера сборной команды НГПУ по боксу. Также работал преподавателем в Новосибирскои архитектурно-строительном колледже.